# Bělidla
Bělidla (Duits: Bleich, vroeger in het Tsjechisch ook Bělidlo) is een stadsdeel en kadastrale gemeente in de Moravische stad Olomouc in Tsjechië. Bělidla telt 834 inwoners (2021).

## Geschiedenis
- 16e eeuw – Bij de laatste stadsuitbreiding van Olomouc voor de 20e eeuw komt de oorspronkelijke voorstad Bělidla, grofweg gelegen waar nu de straat Sokolská ligt, binnen de nieuwe stadsmuur te liggen.
- 17e eeuw – Een deel van de oorspronkelijke bevolking sticht een nieuw dorp Bělidla waar het riviertje de Bystřice en het spoor elkaar kruisen.
- 1746 – Vanwege de bouw van de Vesting Olomouc werd ook dit dorp gesloopt en verhuisde de bevolking naar het nieuw gestichte Pavlovičky.
- 1790 – Bělidla wordt voor de derde maal gesticht, ditmaal op de plek waar het stadsdeel tegenwoordig nog steeds ligt.
- 1850 – Bělidla wordt een zelfstandige gemeente.
- 1893 – In Bělidla wordt een eigen school gebouwd.
- 1909 – Een plaatselijke Sokol wordt in Bělidla opgericht.
- 1919 – De gemeente Bělidla wordt door de stad Olomouc geannexeerd als onderdeel van Velká Olomouc.

## Aangrenzende kadastrale gemeenten
| Aangrenzende kadastrale gemeenten | Aangrenzende kadastrale gemeenten | Aangrenzende kadastrale gemeenten | Aangrenzende kadastrale gemeenten | Aangrenzende kadastrale gemeenten |
| --------------------------------- | --------------------------------- | --------------------------------- | --------------------------------- | --------------------------------- |
|                                   |                                   | Pavlovičky                        |                                   |                                   |
|                                   |                                   |                                   |                                   |                                   |
| Olomouc-město                     | Chválkovice                       |                                   |                                   |                                   |
|                                   |                                   |                                   |                                   |                                   |
|                                   |                                   | Hodolany                          |                                   |                                   |

Bělidla ·
Černovír ·
Droždín ·
Chomoutov ·
Chválkovice ·
Hejčín ·
Hodolany ·
Holice ·
Klášterní Hradisko ·
Lazce ·
Lošov ·
Nedvězí ·
Nemilany ·
Neředín ·
Nová Ulice ·
Nové Sady ·
Nový Svět ·
Olomouc-město ·
Pavlovičky ·
Povel ·
Radíkov ·
Řepčín ·
Slavonín ·
Svatý Kopeček ·
Topolany ·
Týneček